# Kinnersley
Kinnersley – wieś w Anglii, w hrabstwie Herefordshire. Leży 20 km na północny zachód od miasta Hereford i 208 km na zachód od Londynu.